# Beverly Hills (Michigan)
Pour les articles homonymes, voir Beverly Hills (homonymie).
Beverly Hills est un village du comté d'Oakland, dans l'État du Michigan, aux États-Unis. Sa population s’élevait à 10 267 habitants lors du recensement de 2010, estimée à 10 470 habitants en 2016.